# 周崐
周崑（1485年—1542年），字孟登，號學山，浙江嘉兴府崇德縣人，民籍。

## 生平
治《易經》，正德五年（1510年）庚午科浙江鄉試第六十二名舉人，年三十九歲中式嘉靖二年（1523年）癸未科會試第一百二十一名，第三甲第一百二十三名進士。次年授江西玉山知縣，翻新學宫，修葺端明书院，居二年，調进贤县知县。丁母憂歸，服除，改新淦县，十年三月选授吏科给事中，十二年八月升吏科右，巡视京营，十二月升刑科都给事中，十四年十月因廷推吏部尚书一事，嘉靖帝迁怒科道言官，包括周崑在内的六科十三道掌印官全被革职为民。卒年五十八。编辑有《六科仕籍》六卷。

## 家族
曾祖周文忠，壽官。祖父周瑜。父周埙，義官。母许氏。慈侍下。兄周峎。